# Sericodes cervanus
Sericodes cervanus är en nattsländeart som först beskrevs av Gibbs 1973.  Sericodes cervanus ingår i släktet Sericodes och familjen långhornssländor. Inga underarter finns listade i Catalogue of Life.